# Franse presidentsverkiezingen 1887

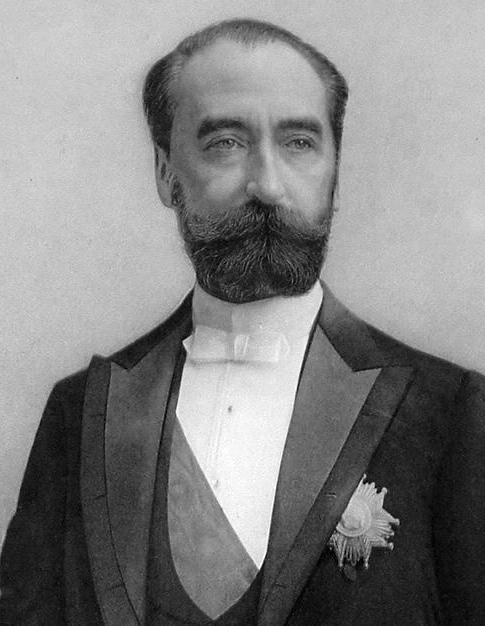
Marie François Sadi Carnot

Op 3 december 1887 vonden er in Frankrijk presidentsverkiezingen plaats die werden gewonnen door Marie François Sadi Carnot.
| Kandidaten                 | politieke richting | ronde 1 |
| -------------------------- | ------------------ | ------- |
| Marie François Sadi Carnot | links              | 72,56%  |
| Félix Gustave Saussier     | militair           | 24,85%  |
| Anderen                    | -                  | 2,59%   |